# Schwedische Badminton-Juniorenmeisterschaft
Die Schwedische Badminton-Juniorenmeisterschaften werden für die Altersklasse U18 (später in U19 geändert) seit der Saison 1936/1937 ausgetragen. Es folgten im Laufe der Jahrzehnte die Etablierung von U22-, U17-, U15- und U13-Meisterschaften. Titelträger wurden ebenfalls bei den 70-iaden ermittelt.

## Die Titelträger U22
| Saison    | Herreneinzel                           | Dameneinzel                          | Herrendoppel                                                                    | Damendoppel                                                             | Mixed                                                                           |
| --------- | -------------------------------------- | ------------------------------------ | ------------------------------------------------------------------------------- | ----------------------------------------------------------------------- | ------------------------------------------------------------------------------- |
| 1985      | Jan-Eric Antonsson (BK Carlskrona)     | Charlotta Wihlborg (Bjärred)         | Jan-Eric Antonsson (BK Carlskrona) Ulf Persson (MBK)                            | Jeanette Kuhl (Täby BMF) Lena Staxler (IFK Umeå)                        | Manfred Mellqvist (Västra Frölunda BMK) Lillian Johansson (Västra Frölunda BMK) |
| 1986      | Jonas Herrgårdh (Göteborgs BK)         | Catrine Bengtsson (Göteborgs BK)     | Manfred Mellqvist (Västra Frölunda BMK) Stellan Österberg (Västra Frölunda BMK) | Catrine Bengtsson (Göteborgs BK) Margit Borg (Mariestads AIF)           | Manfred Mellqvist (Västra Frölunda BMK) Lillian Johansson (Västra Frölunda BMK) |
| 1987      | Jonas Herrgårdh (Göteborgs BK)         | Catrine Bengtsson (Göteborgs BK)     | Peter Axelsson (Täby BMF) Jens Olsson (Göteborgs BK)                            | Catrine Bengtsson (Göteborgs BK) Margit Borg (Mariestads AIF)           | Erik Söderberg (Uppsala KFUM) Cecilia Roos (Uppsala KFUM)                       |
| 1988      | Jens Olsson (Göteborgs BK)             | Jeanette Kuhl (Västra Frölunda BMK)  | Peter Axelsson (Täby BMF) Jens Olsson (Göteborgs BK)                            | Emma Edbom (BMK Aura) Jeanette Kuhl (Västra Frölunda BMK)               | Jens Olsson (Göteborgs BK) Catrine Bengtsson (Göteborgs BK)                     |
| 1989      | Peter Axelsson (Täby BMF)              | Catrine Bengtsson (Göteborgs BK)     | Peter Axelsson (Täby BMF) Mikael Rosén (BMK Aura)                               | Karin Ericsson (BMK Aura) Charlotta Wihlborg (BMK Aura)                 | Robert Larsson (MBK) Margit Borg (MBK)                                          |
| 1990      | Rikard Magnusson (Ljungby)             | Charlotta Wihlborg (BK Carlskrona)   | Robert Larsson (MBK) Mikael Rosén (BMK Aura)                                    | Margit Borg (MBK) Charlotta Wihlborg (BK Carlskrona)                    | Robert Larsson (MBK) Margit Borg (MBK)                                          |
| 1991      | David Stenström (Göteborgs BK)         | Astrid Crabo (Täby BMF)              | Anders Hansson (MBK) Rikard Magnusson (MBK)                                     | Astrid Crabo (Täby BMF) Susann Jacobsson (Täby BMF)                     | Jesper Olsson (Göteborgs BK) Catrine Bengtsson (Göteborgs BK)                   |
| 1992      | Henrik Bengtsson (Göteborgs BK)        | Astrid Crabo (Täby BMF)              | Anders Hansson (MBK) Rikard Magnusson (MBK)                                     | Astrid Crabo (Täby BMF) Susann Jacobsson (Täby BMF)                     | Mikael Nilsson (BMK Komet) Ingela Freiman (BMK Komet)                           |
| 1993      | Henrik Bengtsson (Askim BC)            | Karolina Ericsson (BMK Aura)         | Magnus Jansson (Västra Frölunda BMK) Claes Uddemar (BMK Aura)                   | Lotta Andersson (MBK) Karolina Ericsson (MBK)                           | Ulf Svensson (Uppsala KFUM) Malin Erlandsson (Uppsala KFUM)                     |
| 1994      | Daniel Eriksson (Västra Frölunda BMK)  | Karolina Ericsson (BMK Aura)         | Magnus Jansson (Västra Frölunda BMK) Claes Uddemar (Wätterstad)                 | Lotta Andersson (MBK) Karolina Ericsson (BMK Aura)                      | Fredrik Bergström (IFK Umeå) Pernilla Carlsson (Karlskoga)                      |
| 1995      | Rasmus Wengberg (IFK Umeå)             | Kristin Evernäs (Askim BC)           | Peter Christensson (BMK Aura) Martin Hagberg (BMK Aura)                         | Kristin Evernäs (Askim BC) Johanna Holgersson (Askim BC)                | Fredrik Bergström (IFK Umeå) Pernilla Carlsson (IFK Umeå)                       |
| 1996      | Daniel Eriksson (Västra Frölunda BMK)  | Katja Wengberg (LUGI)                | Anders Hörnlund (IFK Umeå) Ola Molin (IFK Umeå)                                 | Jenny Karlsson (IFK Umeå) Pernilla Pettersson (IFK Umeå)                | Ola Molin (IFK Umeå) Jenny Karlsson (IFK Umeå)                                  |
| 1997      | Fredrik Bergström (IFK Umeå)           | Johanna Holgersson (Askim BC)        | Andreas Ehn (Uppsala KFUM) Oskar Johannesson (Uppsala KFUM)                     | Jenny Karlsson (IFK Umeå) Johanna Holgersson (Askim BC)                 | Fredrik Bergström (IFK Umeå) Jenny Karlsson (IFK Umeå)                          |
| 1998      | Per-Henrik Croona (Uppsala KFUM)       | Johanna Persson (Täby BMF)           | Per-Henrik Croona (Uppsala KFUM) Marcus Leijonberg (Wätterstad)                 | Johanna Persson (Täby BMF) Anna Lundin (Täby BMF)                       | Patrik Isaksson (BMK Aura) Johanna Persson (Täby BMF)                           |
| 1999      | Per-Henrik Croona (Uppsala KFUM)       | Sara Persson (Täby BMF)              | Johan Holm (Askim BC) Patrik Isaksson (BMK Aura)                                | Emma Gustafsson (IFK Umeå) Pernilla Pariola (Uppsala KFUM)              | Patrik Isaksson (BMK Aura) Jenny Sellberg (BMK Aura)                            |
| 2000      | Marcus Jansson (Västerås)              | Sara Persson (Täby BMF)              | Daniel Glaser (Täby BMF) Gustav Ihrlund (Uppsala KFUM)                          | Emma Gustafsson (IFK Umeå) Pernilla Pariola (Uppsala KFUM)              | Patrik Isaksson (BMK Aura) Emma Gustafsson (IFK Umeå)                           |
| 2001      | Kasperi Salo (Uppsala KFUM)            | Sara Persson (Täby BMF)              | Pär Sjöstrand (Västra Frölunda BMK) Johan Holm (Västra Frölunda BMK)            | Frida Andreasson (Göteborgs BK) Lina Uhac (MBK)                         | Daniel Glaser (Täby BMF) Pernilla Pariola (Uppsala KFUM)                        |
| 2002      | Kristian Karttunen (Askim BC)          | Sara Persson (Täby BMF)              | Björn Fredriksson (Uppsala KFUM) Kristian Karttunen (Askim BC)                  | Lina Alfredsson (Mörrum BK) Jenny Kruseborn (Skogås BK)                 | Daniel Glaser (Täby BMF) Elin Bergblom (Täby BMF)                               |
| 2003      | Jens Marmsten (IFK Umeå)               | Elin Bergblom (Täby BMF)             | Daniel Glaser (Täby BMF) Dennis von Dahn (Täby BMF)                             | Lina Alfredsson (BMK Aura) Sarah Alfredsson (Askim BC)                  | Hugi Heimersson (Täby BMF) Jessica Gustavsson (Askim RK)                        |
| 2004      | Kristian Karttunen (Uppsala KFUM)      | Lina Alfredsson (BMK Aura)           | Emil Jonholm (BMK Aura) Magnus Sahlberg (Askim BC)                              | Lina Alfredsson (BMK Aura) Sarah Alfredsson (Askim BC)                  | Alexander Hansson (Västra Frölunda BMK) Sarah Alfredsson (Askim RK)             |
| 2005      | Hugi Heimirsson (Täby BMF)             | Sophia Hansson (Västra Frölunda BMK) | Dennis von Dahn (Täby BMF) Magnus Sahlberg (Askim BC)                           | Lina Alfredsson (Malmö BK) Sarah Alfredsson (Askim BC)                  | Dennis von Dahn (Täby BMF) Lina Alfredsson (Malmö)                              |
| 2006      | Magnus Sahlberg (Västra Frölunda BMK)  | Helene Nystedt (BMK Aura)            | Tim Foo (Uppsala KFUM) Andi Hartono (Uppsala KFUM)                              | Sophia Hansson (Västra Frölunda BMK) Emelie Lennartsson (BK Carlskrona) | Magnus Sahlström (Västra Frölunda BMK) Amanda Högström (IFK Umeå)               |
| 2007      | Henri Hurskainen (Västra Frölunda BMK) | Anastasia Kudinova (Uppsala KFUM)    | Gabriel Ulldahl (Västra Frölunda BMK) Mattias Wigardt (Täby )                   | Sophia Hansson (BK Carlskrona) Emelie Lennartsson (BK Carlskrona)       | Henri Hurskainen (Västra Frölunda BMK) Emma Wengberg (Västra Frölunda BMK)      |
| 2008      | Henri Hurskainen (Västra Frölunda BMK) | Anastasia Kudinova (Uppsala KFUM)    | Tim Foo (Uppsala KFUM) Henri Hurskainen (Västra Frölunda BMK)                   | Emma Wengberg (Västra Frölunda BMK) Emelie Lennartsson (BK Carlskrona)  | Sam Magee (Wätterstad) Chloe Magee (Wätterstad)                                 |
| 2009      | Gabriel Ulldahl (Västra Frölunda BMK)  | Karolina Kotte (Täby BMF)            | Gabriel Ulldahl (Västra Frölunda BMK) Sebastian Gansbo (Täby BMF)               | Emma Wengberg (Malmö BK) Amanda Högström (Kista)                        | Kristoffer Lundqvist (Malmö BK) Emma Wengberg (Malmö BK)                        |
| 2010      | Gabriel Ulldahl (Västra Frölunda BMK)  | Amanda Högström (Kista BMK)          | Johan Kasperi (Täby BMF) Oscar Kruse (Västra Frölunda BMK)                      | Amanda Högström (Kista) Sanne Ekberg (Västra Frölunda BMK)              | Joel Johansson-Berg (Kista BMK) Amanda Högström (Kista BMK)                     |
| 2011      | Mathias Borg (Mariestad)               | Amanda Högström (Uppsala KFUM)       | Mathias Borg (Mariestad) Oscar Kruse (Karlskrona)                               | Amanda Högström (Uppsala) Sanne Ekberg (Västra Frölunda BMK)            | Oscar Kruse (Karlskrona) Amanda Högström (Uppsala)                              |
| 2012      | Mathias Borg (Mariestad)               | Ellinor Widh (Malmö BK)              | Oscar Kruse (Malmö BK) Patrik Lundqvist (Malmö BK)                              | Louise Eriksson (Malmö BK) Amanda Wallin (Malmö BK)                     | Oscar Kruse (Malmö BK) Amanda Wallin (Malmö BK)                                 |
| 2013      | Jacob Nilsson (BMK Aura)               | Amanda Wallin (Malmö BK)             | Filig Myrhen (BMK Aura) Jacok Nilsson (BMK Aura)                                | Louise Eriksson (Malmö BK) Amanda Wallin (Malmö BK)                     | Adam Kahn (Malmö BK) Louise Eriksson (Malmö BK)                                 |
| 2014 2023 | nicht ausgetragen                      | nicht ausgetragen                    | nicht ausgetragen                                                               | nicht ausgetragen                                                       | nicht ausgetragen                                                               |

## Die Titelträger U19 (U18)
| Saison    | Herreneinzel                          | Dameneinzel                         | Herrendoppel                                                                     | Damendoppel                                                                         | Mixed                                                                       |
| --------- | ------------------------------------- | ----------------------------------- | -------------------------------------------------------------------------------- | ----------------------------------------------------------------------------------- | --------------------------------------------------------------------------- |
| 1936 1937 | Bengt Polling (Malmö BK)              | Gulli Paulsson (Malmö BK)           | nicht ausgetragen                                                                | nicht ausgetragen                                                                   | nicht ausgetragen                                                           |
| 1937 1938 | Sven Malmfält (Malmö BK)              | Ann Falkenberg (BK-33 Malmö)        | nicht ausgetragen                                                                | nicht ausgetragen                                                                   | nicht ausgetragen                                                           |
| 1938 1939 | Helge Paulsen (Malmö BK)              | Karin Hall (BK-33 Malmö)            | nicht ausgetragen                                                                | nicht ausgetragen                                                                   | nicht ausgetragen                                                           |
| 1939 1940 | Lennart Roos (BK-33 Malmö)            | Ann-Mari Ohm (BK-33 Malmö)          | Lennart Roos Yngve Runhage (BK-33 Malmö)                                         | nicht ausgetragen                                                                   | nicht ausgetragen                                                           |
| 1940 1941 | Kjell Burén (Malmö BK)                | Erna Lauridsen (BK-33 Malmö)        | Knut Malmgren (Malmö AI) Allan Mårtensson (Tomelilla)                            | nicht ausgetragen                                                                   | nicht ausgetragen                                                           |
| 1941 1942 | Per Lindahl (Malmö AI)                | Kerstin Siwan (BK Eken)             | Kjell Burén (Malmö BK) Lennart Jeppsson (Malmö BK)                               | nicht ausgetragen                                                                   | nicht ausgetragen                                                           |
| 1942 1943 | Knut Malmgren (Malmö AI)              | Kerstin Bergström (Fjäderbollen BK) | Nils Jonson (BK Eken) Stellan Mohlin (BK Eken)                                   | nicht ausgetragen                                                                   | Kjell Burén (Malmö BK) Marianne Persson (Malmö BK)                          |
| 1943 1944 | Lars Carlsson (SBK)                   | Berit Nilsson (Malmö AI)            | Bernt Bengtsson (Malmö AI) Karl-Erik Lindahl (Malmö AI)                          | nicht ausgetragen                                                                   | Knut Malmgren (Malmö AI) Berit Nilsson (Malmö AI)                           |
| 1944 1945 | Karl-Erik Lindahl (Malmö AI)          | Eva Willner (BK Eken)               | Kjell Andersson Inge Blomberg (Malmö AI)                                         | Kerstin Bergström (BK Eken) Eva Willner (BK Eken)                                   | Bengt Lennman (BK Eken) Kerstin Bergström (BK Eken)                         |
| 1945 1946 | Inge Blomberg (Malmö AI)              | Berit Nilsson (Malmö AI)            | Kjell Andersson (Malmö AI) Inge Blomberg (Malmö AI)                              | Kerstin Bergström (AIK) Eva Willner (AIK)                                           | Inge Blomberg (Malmö AI) Berit Nilsson (Malmö AI)                           |
| 1946 1947 | Bertil Glans (Halmstads BMK)          | Berit Nilsson (Malmö AI)            | Inge Blomberg (Malmö AI) Bertil Jönsson (Malmö AI)                               | nicht ausgetragen                                                                   | Bertil Glans (Halmstads BMK) Astrid Löfgren (Göteborgs BK)                  |
| 1947 1948 | Ingemar Eliasson (Borås BK)           | Berit Nilsson (Malmö AI)            | Ingemar Eliasson (Borås BK) Stig Österberg (Borås BK)                            | nicht ausgetragen                                                                   | Ingemar Eliasson (Borås BK) Britt-Marie Lundahl (Växjö BK)                  |
| 1948 1949 | Berndt Dahlberg (Halmstads BMK)       | Ingrid Dahlberg (Halmstads BMK)     | Jan Bulow (Borås BK) Berndt Dahlberg (Halmstads BMK)                             | Elsie Hellmin (SBK) Margareta Åvall (SBK)                                           | Berndt Dahlberg (Halmstads BMK) Ingrid Dahlberg (Halmstads BMK)             |
| 1949 1950 | Rune Brinkestedt (ÖIS)                | Ingrid Dahlberg (Halmstads BMK)     | Leif Andersson (ÖIS) Rune Brinkestedt (ÖIS)                                      | Ingrid Dahlberg (Halmstads BMK) Siv Pettersson (ÖIS)                                | Bertil Holmqvist (Malmö AI) Gun Anderberg (Malmö AI)                        |
| 1950 1951 | Gert Olsson (BMK Aura)                | Mona-Lisa Englund (ÖIS)             | Kurt Möller (Växjö BK) Rolf Olsson (ÖIS)                                         | Yvonne Dahlberg (Växjö BK) Mona-Lisa Englund (ÖIS)                                  | Jan Hallberg (Ystads BK) Gun Anderberg (Malmö AI)                           |
| 1951 1952 | Jan Hallberg (Ystads BK)              | Marianne Flamstad (Malmö FF)        | Lennart Broms (Malmö FF) Jan Hallberg (Ystads BK)                                | Inger Andrén (Malmö AI) Ulla Karlberg (Malmö FF)                                    | Jan Hallberg (Ystads BK) Marianne Flamstad (Malmö FF)                       |
| 1952 1953 | Bo Nilsson (Malmö AI)                 | Yvonne Dahlberg (Växjö BK)          | Lennart Jönsson (Smash Malmö) Bo Nilsson (Smash Malmö)                           | Yvonne Dahlberg (Växjö BK) Lisbeth Friberg (Drive BK)                               | Bo Nilsson (Smash Malmö) Yvonne Dahlberg (Växjö BK)                         |
| 1953 1954 | Bo Nilsson (Smash Malmö)              | Lisbeth Friberg (BK Drive BK)       | Bo Nilsson (Malmö AI) Hans-Inge Pettersson (Malmö AI)                            | Lisbeth Friberg (BK Drive BK) Gunnel Persson (Ystads BK)                            | Bo Nilsson (Malmö AI) Ulla Pettersson (Malmö AI)                            |
| 1954 1955 | Leif Strand (Smash Malmö)             | Gunnel Persson (Ystads BK)          | Leif Strandh (Smash Malmö) Göran Wahlqvist (Smash Malmö)                         | Gunnel Persson (Ystads BK) Ulla Pettersson (Malmö AI)                               | Göran Wahlqvist (Smash Malmö) Ulla Pettersson (Malmö AI)                    |
| 1955 1956 | Olle Andersson (Malmö AI)             | Ulla-Lisa Berggren (Malmö AI)       | Bengt-Åke Jönsson (Smash Malmö) Bo Torstensson (Smash Malmö)                     | Lizia Berggren (Malmö AI) Ulla-Lisa Berggren (Malmö AI)                             | Bengt-Åke Jönsson (Smash Malmö) Kerstin Andersson (Smash Malmö)             |
| 1956 1957 | Olle Andersson (Malmö AI)             | Ulla-Lisa Berggren (Malmö AI)       | Olle Andersson (Malmö AI) Mats Persson (Ystads BK)                               | Ulla-Lisa Berggren (Malmö AI) Ann-Mari Rosqvist (Malmö AI)                          | Bengt-Åke Jönsson (Smash Malmö) Anita Billberg (Smash Malmö)                |
| 1957 1958 | Bengt-Åke Jönsson (Smash Malmö)       | Eva Pettersson (BK Bollen)          | Bengt-Åke Jönsson (Smash Malmö) Kaj Karyd (Malmö FF)                             | Jane Lundgren (BMK Aura) Ann-Christine Rosenquist (BMK Aura)                        | Bengt-Åke Jönsson (Smash Malmö) Jane Lundgren (BMK Aura)                    |
| 1958 1959 | Willy Lund (BMK Aura)                 | Eva Pettersson (BK Bollen)          | Rolf Hansson (BMK Aura) Willy Lund (BMK Aura)                                    | Christine Palmgren (BMK Aura) Eva Pettersson (BK Bollen)                            | Willy Lund (BMK Aura) Ann-Christine Rosenquist (BMK Aura)                   |
| 1959 1960 | Benny Wihlborg (Malmö AI)             | Berit Andersson (Malmö AI)          | Åke Brodin (Malmö AI) Benny Wihlborg (Malmö AI)                                  | Christine Palmgren (BMK Aura) Eva Pettersson (BK Bollen)                            | Rolf Hansson (BMK Aura) Christine Palmgren (BMK Aura)                       |
| 1960 1961 | Rolf Hansson (BMK Aura)               | Eva Pettersson (BK Bollen)          | Boo Hansson (BMK Aura) Rolf Hansson (BMK Aura)                                   | Lizia Berggren (BMK Aura) Christina Palmgren (BMK Aura)                             | Rolf Hansson (BMK Aura) Christine Palmgren (BMK Aura)                       |
| 1961 1962 | Boo Hansson (BMK Aura)                | Gunilla Dahlström (AIK)             | Boo Hansson (BMK Aura) Gert Nordqvist (Smash Malmö)                              | Gunilla Dahlström (AIK) Barbro Gustafsson (AIK)                                     | Hans Fröman (AIK) Gunilla Dahlström (AIK)                                   |
| 1962 1963 | Sture Johnsson (Göteborgs BK)         | Gunilla Dahlström (AIK)             | Sture Johnsson (Göteborgs BK) Gert Nordqvist (Smash Malmö)                       | Gunilla Dahlström (AIK) Marianne Flykt (AIK)                                        | Gert Nordqvist (Smash Malmö) Lena Pettersson (Bollen BK)                    |
| 1963 1964 | Tommy Theorin (Malmö AI)              | Marianne Flykt (AIK)                | Per-Olov Olsson (Smash Malmö) Bo Wengberg (Malmö FF)                             | Kathryn Ekengren (BK Eken) Marianne Flykt (AIK)                                     | Bo Wengberg (Malmö FF) Britt Jönsson (Malmö FF)                             |
| 1964 1965 | Tommy Theorin (Malmö AI)              | Marianne Flykt (AIK)                | Per-Olov Olsson (Smash Malmö) Bo Wengberg (Malmö FF)                             | Marianne Flykt (AIK) Gunilla Jönsson (Smash Malmö)                                  | Peter Gärtner (AIK) Marianne Flykt (AIK)                                    |
| 1965 1966 | Thomas Kihlström (IFFA)               | Kathryn Ekengren (BK Eken)          | Thomas Kihlström (IFFA) Anders Lindbäck (SBK)                                    | Kathryn Ekengren (BK Eken) Anne-Charlotte Eklund (BK Eken)                          | Hans Lenkert (AIK) Marianne Flykt (AIK)                                     |
| 1966 1967 | Gert Perneklo (BMK Aura)              | Anne-Charlotte Eklund (BK Eken)     | Kenneth Holmström (BMK Aura) Gert Perneklo (BMK Aura)                            | Anne-Charlotte Eklund (BK Eken) Ann Ternström (BK Eken)                             | Jan Söderberg (BK Eken) Anne-Charlotte Eklund (BK Eken)                     |
| 1967 1968 | Anders Lindbäck (BK Eken)             | Ann Ternström (BK Eken)             | Mats Andersson (BMK Aura) Gert Perneklo (BMK Aura)                               | Karin Lindquist (BK Eken) Ann Ternström (BK Eken)                                   | Bengt Fröman (IFK Lidingö) Margareta Söderberg (IFK Lidingö)                |
| 1968 1969 | Gert Perneklo (BMK Aura)              | Ann Ternström (BK Eken)             | Gert Perneklo (BMK Aura) Lars Wengberg (BMK Aura) (Malmö FF)                     | Karin Lindquist (BK Eken) Ann Ternström (BK Eken)                                   | Gert Perneklo (BMK Aura) Karin Lindquist (BK Eken)                          |
| 1969 1970 | Lars Wengberg (Malmö FF)              | Karin Lindquist (BK Eken)           | Tommy Karlsson (BMK Aura) Lars Wengberg (Malmö FF)                               | Karin Lindquist (BK Eken) Ingrid Nilsson (Smash Malmö)                              | Kent Kotte (Bollen BK) Karin Lindquist (BK Eken)                            |
| 1970 1971 | Sven-Ove Kellermalm (Smash Malmö)     | Karin Lindquist (Spårvägen BMK)     | Sven-Ove Kellermalm (Smash Malmö) Håkan Linnarsson (Smash Malmö)                 | Birgitta Ernquist (Spårvägen BMK) Karin Lindquist (Spårvägen BMK)                   | Sven-Ove Kellermalm (Smash Malmö) Karin Lindquist (Spårvägen BMK)           |
| 1971 1972 | Willy Nilsson (BMK Aura)              | Anette Börjesson (Göteborgs BK)     | Lars-Olle Malm (BMK Aura) Willy Nilsson (BMK Aura)                               | Anette Börjesson (Göteborgs BK) Karin Lindquist (Lidingö)                           | Thomas Angarth (Spårvägen BMK) Karin Lindquist (Spårvägen BMK)              |
| 1972 1973 | Willy Nilsson (BMK Aura)              | Anette Börjesson (Göteborgs BK)     | Stefan Karlsson (Eskilstuna BMK) Willy Nilsson (BMK Aura)                        | Anette Börjesson (Göteborgs BK) Carlotte Karlsson (Lidingö)                         | Claes Nordin (Göteborgs BK) Anette Börjesson (Göteborgs BK)                 |
| 1973 1974 | Lars Lundgren (IFK Umeå)              | Agneta Lundh (Malmö FF)             | Ola Eriksson (Täby IS) Stefan Karlsson (Eskilstuna BMK)                          | Agneta Lundh (Malmö FF) Karin Olsson (Bollen BK)                                    | Christian Lundberg (IFK Lidingö) Agneta Lundh (Malmö FF)                    |
| 1974 1975 | Bruno Wackfelt (Täby IS)              | Anita Steiner (Täby IS)             | Göran Sterner (IFK Lidingö) Bruno Wackfelt (Täby IS)                             | Cecilia Jeppson (BMK Aura) Eva Kling (BMK Aura)                                     | Bruno Wackfelt (Täby IS) Anita Steiner (Täby IS)                            |
| 1975 1976 | Ulf Johansson (Kinnekulle BK)         | Carina Andersson (BMK Aura)         | Kenneth Bengtsson (Smash Malmö) Mats Olsson (Bollen BK)                          | Cecilia Jeppson (BMK Aura) Eva Kling (BMK Aura)                                     | Allan Petersén (Åby BMK) Birgitta Sjöqvist (Åby BMK)                        |
| 1976 1977 | Ulf Johansson (Kinnekulle BK)         | Carina Andersson (BMK Aura)         | Tor Sundberg (IFK Lidingö) Jonas Törnblom (IFK Lidingö)                          | Carina Andersson (BMK Aura) Agneta Bengtsson (BMK Aura)                             | Allan Petersén (Åby BMK) Ann-Sofi Bergman (Västra Frölunda BMK)             |
| 1977 1978 | Lars Zetterström (Farsta)             | Carina Andersson (BMK Aura)         | Klas-Gunnar Jönsson (Västra Frölunda BMK) Allan Petersén (Åby BMK)               | Lena Axelsson (Lidingö) Ann-Sofi Bergman (Västra Frölunda BMK)                      | Peter Isaksson (Spårvägen BMK) Lena Axelsson (Lidingö)                      |
| 1978 1979 | Peter Isaksson (Spårvägen BMK)        | Lena Axelsson (IFK Lidingö)         | Jan-Eric Antonsson (BK Carlskrona) Peter Isaksson (Spårvägen BMK)                | Lena Axelsson (Lidingö) Maria Bengtsson (Smash Malmö)                               | Peter Isaksson (Spårvägen BMK) Lena Axelsson (Lidingö)                      |
| 1979 1980 | Jan-Eric Antonsson (BKC)              | Christine Magnusson (Täby IS)       | Jan-Eric Antonsson (BKC) Peter Isaksson (Spårvägen BMK)                          | Lena Axelsson (Lidingö) Maria Bengtsson (Smash Malmö)                               | Manfred Mellqvist (Västra Frölunda BMK) Maria Bengtsson (Smash Malmö)       |
| 1980 1981 | Ola Langmarker (BMK Aura)             | Christine Magnusson (Täby IS)       | Pär-Gunnar Jönsson (Västra Frölunda BMK) Manfred Mellqvist (Västra Frölunda BMK) | Maria Bengtsson (Malmö BK) Christine Magnusson (Täby IS)                            | Manfred Mellqvist (Västra Frölunda BMK) Maria Bengtsson (Smash Malmö)       |
| 1981 1982 | Stefan Lövgren (BMK Aura)             | Christine Magnusson (Täby IS)       | Ulf Persson (Malmö BK) Stellan Österberg (Landvetter BK)                         | Maria Bengtsson (Malmö BK) Christine Magnusson (Täby IS)                            | Ulf Persson (Malmö BK) Maria Bengtsson (Malmö BK)                           |
| 1982 1983 | Stellan Österberg (Landvetter BK)     | Christine Magnusson (BK Carlskrona) | Michael Erliksson (Täby BMF) Stellan Österberg (Landvetter BK)                   | Jeanette Kuhl (Täby IS) Christine Magnusson (BK Carlskrona)                         | Jens Olsson (Valbodalen) Catharina Andersson (BMK Minton)                   |
| 1983 1984 | Rikard Rönnblom (Uppsala KFUK-KFUM)   | Charlotta Wihlborg (Bjärred)        | Per Flennborg (Malmö BK) Paul Ottosson (Malmö BK)                                | Karin Ericsson (BMK Aura) Charlotta Wihlborg (Bjärred)                              | Reine Andersson (BMK Aura) Karin Ericsson (BMK Aura)                        |
| 1984 1985 | Peter Axelsson (Täby BMF)             | Charlotta Wihlborg (Bjärred)        | Peter Axelsson (Täby BMF) Mikael Lundquist (BMK Aura)                            | Camilla Silwer (BMK Aura) Charlotta Wihlborg (Bjärred)                              | Mikael Lundquist (BMK Aura) Charlotta Wihlborg (Bjärred)                    |
| 1985 1986 | Jörgen Tuvesson (Sollentuna BK)       | Margit Borg (Mariestads AIF)        | Magnus Böröy (Kinnekulle) Jörgen Tuvesson (Sollentuna BK)                        | Catrine Bengtsson (Göteborgs BK) Margit Borg (Mariestads AIF)                       | Jörgen Tuvesson (Sollentuna BK) Camilla Källstrand (Vallhamra)              |
| 1986 1987 | Håkan Tillberg (Täby BMF)             | Catrine Bengtsson (Göteborgs BK)    | Ronny Dahl (BMK Aura) Jörgen Mårtensson (BMK Aura)                               | Catrine Bengtsson (Göteborgs BK) Margit Borg (Mariestads AIF)                       | Ronny Dahl (BMK Aura) Emma Edbom (Bergsåkers BMK)                           |
| 1987 1988 | Peter Hansson (Varbergs BK)           | Catrine Bengtsson (Göteborgs BK)    | Ronny Dahl (BMK Aura) Christian Ljungmark (Botkyrka GoIF)                        | Jessica Reinholdsson (Borås BK) Jeanette Ryrman (BMK Kungs)                         | Christian Ljungmark (Botkyrka GoIF) Astrid Crabo (Täby BMF)                 |
| 1988 1989 | Rikard Magnusson (Ljungby)            | Astrid Crabo (Täby BMF)             | Anders Hansson (Malmö BK) Rikard Magnusson (Ljungby)                             | Astrid Crabo (Täby BMF) Susann Jacobsson (Täby BMF)                                 | Rikard Gruvberg (Bergsåkers BMK) Astrid Crabo (Täby BMF)                    |
| 1989 1990 | Henrik Bengtsson (Askim BC)           | Karolina Ericsson (Tranås BK)       | Henrik Bengtsson (Askim BC) Claes Uddemar (Wätterstad)                           | Karolina Ericsson (Tranås BK) Jeanette Ryrman (Västra Frölunda BMK)                 | Theodor Smedius (Västra Frölunda BMK) Jeanette Ryrman (Västra Frölunda BMK) |
| 1990 1991 | Henrik Bengtsson (Askim BC)           | Karolina Ericsson (Tranås BK)       | Henrik Bengtsson (Askim BC) Claes Uddemar (Wätterstad)                           | Åsa Carlsson (Västerås) Ulrika Persson (Malmö BK)                                   | Peter Hartlow (BMK Aura) Sylvia Möller (BMK Aura)                           |
| 1991 1992 | Henrik Bengtsson (Göteborgs BK)       | Kristin Nilsson (Tranås BK)         | Magnus Jansson (Vallhamra) Patrik Velcic (Vallhamra)                             | Åsa Carlsson (Västerås) Ulrika Persson (Malmö BK)                                   | Johan Tholinsson (Kungs) Therese Caldeström (Vallhamra)                     |
| 1992 1993 | Daniel Eriksson (Västra Frölunda BMK) | Johanna Holgersson (Askim BC)       | Martin Hagberg (Collegium Linköping) Rasmus Wengberg (LUGI)                      | Johanna Holgersson (Askim BC) Kristin Nilsson (Askim BC)                            | Daniel Eriksson (Västra Frölunda BMK) Kristin Nilsson (Askim BC)            |
| 1993 1994 | Mikael Carlsson (Helsingborg)         | Kristin Nilsson (Askim BC)          | Henrik Andersson (Askim RK) Björn Logius (Wätterstad)                            | Susanna Aminoff (Askim BC) Anna Lundin (Västra Frölunda BMK)                        | Henrik Andersson (Askim RK) Kristin Nilsson (Askim RK)                      |
| 1994 1995 | Kim Johansson (Malmö BK)              | Anna Lundin (Västra Frölunda BMK)   | Henrik Andersson (Askim RK) Björn Logius (Wätterstad)                            | Susanna Aminoff (Askim BC) Anna Lundin (Västra Frölunda BMK)                        | Henrik Andersson (Askim RK) Anna Lundin (Västra Frölunda BMK)               |
| 1995 1996 | Oskar Johannesson (Uppsala KFUM)      | Katja Wengberg (LUGI)               | Patrik Isaksson (LUGI) Johan Holm (Askim BC)                                     | Johanna Persson (Täby BMF) Emma Gustafsson (IFK Umeå)                               | Oskar Johannesson (Uppsala KFUM) Johanna Persson (Täby BMF)                 |
| 1996 1997 | Peter Eriksson (Västra Frölunda BMK)  | Katja Wengberg (LUGI)               | Johan Holm (Askim BC) Patrik Isaksson (BMK Aura)                                 | Caroline Eriksson (Bergsåkers BMK) Catrine Persson (Bergsåkers BMK)                 | Patrik Isaksson (BMK Aura) Johanna Persson (Täby BMF)                       |
| 1997 1998 | Peter Eriksson (Västra Frölunda BMK)  | Sara Persson (Täby BMF)             | Johan Holm (Askim BC) Peter Eriksson (Västra Frölunda BMK)                       | Marie Drotz (Askim BC) Johanna Gräns (Västerås)                                     | Daniel Glaser (Täby BMF) Frida Andreasson (Göteborgs BK)                    |
| 1998 1999 | Gustav Ihrlund (Uppsala KFUM)         | Sara Persson (Täby BMF)             | Daniel Glaser Uppsala KFUM) Gustaf Ihrlund (Täby BMF (Uppsala KFUM)              | Sara Persson Västra Frölunda BMK) Sandra Tholinsson (Täby BMF (Västra Frölunda BMK) | Daniel Glaser Göteborgs BK) Frida Andreasson (Täby BMF (Göteborgs BK)       |
| 1999 2000 | Gustav Ihrlund (Uppsala KFUM)         | Elin Bergblom (Täby BMF)            | Martin Johansson (Västra Frölunda BMK) Jens Marmsten (IFK Umeå)                  | Sarah Alfredsson (Mörrum BK) Lina Alfredsson (Mörrum BK)                            | Daniel Glaser (Täby BMF) Elin Bergblom (Täby BMF)                           |
| 2000 2001 | Gustav Ihrlund (Uppsala KFUM)         | Lina Alfredsson (Mörrum BK)         | Dennis von Dahn (Mörrum BK) Magnus Sahlberg (Kärra)                              | Elin Bergblom (Täby BMF) Camilla Sandh (Täby BMF)                                   | Dennis von Dahn (Mörrum BK) Lina Alfredsson (Mörrum BK)                     |
| 2001 2002 | Alexander Hansson (Vårvinden)         | Lina Alfredsson (Mörrum BK)         | Dennis von Dahn (Mörrum BK) Björn Renwert (BMK Aura)                             | Lina Alfredsson (Mörrum BK) Sarah Alfredsson (Mörrum BK)                            | Dennis von Dahn (Mörrum BK) Lina Alfredsson (Mörrum BK)                     |
| 2002 2003 | Hugi Heimirsson (Täby BMF)            | Sophia Hansson (Vårvindens BMK)     | Emil Jonholm (BMK Aura) Magnus Sahlberg (Askim BC)                               | Sophia Hansson (Vårvindens BMK) Jessica Gustafsson (Askim BC)                       | Emil Jonholm (BMK Aura) Sophia Hansson (Vårvindens BMK)                     |
| 2003 2004 | Mattias Wigardt (Täby BMF)            | Petra Hansson (BMK Aura)            | Richard Eidestedt (Uppsala KFUM) Tim Foo (Uppsala KFUM)                          | Emelie Lennartsson (BK Carlskrona) Jessica Gustafsson (Askim BC)                    | Henri Hurskainen (Emmaboda BMK) Johanna Karttunen (Göteborgs BK)            |
| 2004 2005 | Mattias Wigardt (Täby BMF)            | Emelie Lennartsson (BK Carlskrona)  | Richard Eidestedt (Uppsala KFUM) Tim Foo (Uppsala KFUM)                          | Emelie Lennartsson (BK Carlskrona) Sara Johnson (Täby BMF)                          | Rickard Eidestedt (BMK Aura) Emma Wengberg (BMK Aura)                       |
| 2005 2006 | Gabriel Ulldahl (Västra Frölunda BMK) | Emma Wengberg (BMK Aura)            | Richard Eidestedt (Uppsala KFUM) Tim Foo (Uppsala KFUM)                          | Sara Persson (BMK Aura) Emma Wengberg (BMK Aura)                                    | Jonathan Nordh (BMK Aura) Louise Hedberg (Wätterstad)                       |
| 2006 2007 | Gabriel Ulldahl (Västra Frölunda BMK) | Amanda Högström (IFK Umeå)          | Gabriel Ulldahl (Västra Frölunda BMK) Joel Johansson-Berg (Uppsala KFUM)         | Jessica Carlsson (Växjö BK) Amanda Högström (IFK Umeå)                              | Henrik Fahlström (BMK Wätterstad) Amanda Högström (IFK Umeå)                |
| 2007 2008 | Matias Borg (Mariestads AIF)          | Jessica Carlsson (Växjö BK)         | Alexander Lundberg (BMK Wätterstad) Sam Magee (BMK Wätterstad)                   | Sanne Ekberg (Västra Frölunda BMK) Jessica Carlsson (Växjö BK)                      | Stefan Andersson (Vårvinden BMK) Amanda Högström (IFK Umeå)                 |
| 2008 2009 | Gabriel Künka (Uppsala KFUM)          | Ellinor Widh (Malmö BK)             | Oscar Kruse (Västra Frölunda BMK) Patrik Lundqvist (MBK)                         | Linnea Hedlund (Malmö BK) Ellinor Widh (Malmö BK)                                   | Hugo Pettersson (Täby BMF) Maria Carlheim Müller (Skogås BK)                |
| 2009 2010 | Mathias Borg (Mariestads AIF)         | Sanna Theodorsson (Sävsjö BC)       | Patrik Lundqvist (MBK) Simon Bergström (Wätterstad)                              | Louise Eriksson (Höl i vägga) Sanna Theodorsson (Sävsjö BC)                         | Patrik Lundqvist (Malmö BK) Amanda Wallin (Malmö BK)                        |
| 2010 2011 | Mikael Westerbäck (Trollhättan)       | Jenny Wan (Malmö)                   | Filip Myhrén (BMK Aura) Jacob Nilsson (BMK Aura)                                 | Evelyn Johansson (Skogås BK) Clara Nistad (Skogås BK)                               | Robin Zainuddin (Skogås BK) Berfin Aslan (Skogås BK)                        |
| 2011 2012 | Filip Myhrén (BMK Aura)               | Clara Nistad (Skogås BK)            | Filip Myhrén (BMK Aura) Jacob Nilsson (BMK Aura)                                 | Emelie Carlsén (Askim RK) Hanna Westerbäck (Trollhättan)                            | Toni Holm-Loven (BMK Aura) Hanna Ekhamre (Skogås BK)                        |
| 2012 2013 | Jacob Nilsson (BMK Aura)              | Lovisa Johansson (Ljungby)          | Jonathan Forsberg (Uppsala) Jacob Nilsson (BMK Aura)                             | Klara Johansson (IFK Umeå) Frida Lundström (IFK Umeå)                               | Jonathan Forsberg (Uppsala KFUK-KFUM) Julia Ahlstrand (Uppsala KFUK-KFUM)   |
| 2013 2014 | Felix Burestedt (Halmstads BK)        | Clara Nistad (Täby BMF)             | Morgan Lidman (Skogås BK) Emil Welinder (Askim RK)                               | Moa Sjöö (Uppsala) Ebba Strid (Bergsåkers BMK)                                      | Emil Welinder (Askim BC) Astrid Svensson (Askim BC)                         |
| 2014 2015 | Morgan Lidman (Skogås BK)             | Elin Svensson (Askim RK)            | Oliver Hjälm (Spårvägen BMK) Thai To (BMK Aura)                                  | Moa Sjöö (Uppsala) Clara Nistad (Täby BMF)                                          | Morgan Lidman (Skogås BK) Moa Sjöö (Uppsala)                                |
| 2015 2016 | Morgan Lidman (Skogås BK)             | Emma Karlsson (Älmhult)             | Jakob Burestedt (Halmstads BK) Shaun Ekengren (Halmstads BK)                     | Emma Karlsson (Älmhult) Johanna Magnusson (BMK Aura)                                | Morgan Lidman (Skogås BK) Moa Sjöö (Uppsala KFUK-KFUM)                      |
| 2016 2017 | Oskar Svensson (Askim RK)             | Emma Karlsson (Älmhult)             | Adam Gozzi (Uppsala KFUK-KFUM) Carl Harrbacka (Skogås BK)                        | Emma Karlsson (Älmhult) Johanna Magnusson (BMK Aura)                                | Carl Harrbacka (Skogås BK) Tilda Sjöö (Uppsala KFUK-KFUM)                   |
| 2017 2018 | Simon Sandholm (Spårvägen BMK)        | Olivia Wänglund (IFK Umeå)          | Oskar Johansson (Ljungby) Melker Bexell (Borlänge)                               | Tilda Sjöö (Fyrisfjädern) Olivia Wänglund (IFK Umeå)                                | Carl Harrbacka (Skogås BK) Tilda Sjöö (Fyrisfjädern)                        |
| 2018 2019 | Johan Azelius (Borås Badminton)       | Edith Urell (Fyrisfjädern)          | Filip Karlborg (Spårvägen BMK) Melker Bexell (Fyrisfjädern)                      | Tilda Sjöö (Fyrisfjädern) Malena Norrman (Malmö BK)                                 | Melker Bexell (Fyrisfjädern) Tilda Sjöö (Fyrisfjädern)                      |
| 2019 2020 | Ludvig Petre Olsson (Trollhättan)     | Julia Tuvesson (Täby BMF)           | Jakob Ekman (Västra Frölunda BMK) Joel Hansson (Västra Frölunda BMK)             | Sofia Reidy (Västra Frölunda BMK) Cecilia Wang (Fyrisfjädern)                       | Joel Hansson (Västra Frölunda BMK) Cecilia Wang (Fyrisfjädern)              |
| 2020 2021 | Filip Karlborg (Spårvägen BMK)        | Julia Tuvesson (Täby BMF)           | Ludwig Axelsson (Täby BMF) Tom Söderström (Täby BMF)                             | Elin Boman (Täby BMF) Jessica Silvennoinen (Täby BMF)                               | Ludwig Axelsson (Täby BMF) Jessica Silvennoinen (Täby BMF)                  |
| 2021 2022 | Kim Linell (IFK Umeå)                 | Julia Tuvesson (Täby BMF)           | Alvin Palm (Spårvägen BMK) Eric Ramstedt (Täby BMF)                              | Elin Boman (Täby BMF) Jessica Silvennoinen (Täby BMF)                               | Ludwig Axelsson (Täby BMF) Jessica Silvennoinen (Täby BMF)                  |
| 2022 2023 | Edvard Hylander (IFK Umeå)            | Elin Ryberg (BMK Racket)            | Mio Molin (IFK Umeå) Elliot Silfver Grahn (IFK Umeå)                             | Elin Öhling (Västra Frölunda BMK) Elin Ryberg (BMK Racket)                          | Mio Molin (IFK Umeå) Sofia Strömvall (Täby BMF)                             |
| 2023 2024 | Romeo Makboul (Spårvägen BMK)         | Elin Ryberg (Västra Frölunda BK)    | Mio Molin (IFK Umeå) Romeo Makboul (Spårvägen BMK)                               | Matilda Ståhle (Kista BK) Sofia Strömvall (Täby BMF)                                | Mio Molin (IFK Umeå) Sofia Strömvall (Täby BMF)                             |

## Die Titelträger U17 (U16)
| Saison | Herreneinzel                            | Dameneinzel                       | Herrendoppel                                                                     | Damendoppel                                                              | Mixed                                                            |
| ------ | --------------------------------------- | --------------------------------- | -------------------------------------------------------------------------------- | ------------------------------------------------------------------------ | ---------------------------------------------------------------- |
| 1975   | Torbjörn Pettersson (BMK Aura)          | Carina Andersson (BMK Aura)       | Ulf Johansson (Kinnekulle) Allan Petersén (Åby BMK)                              | Carina Andersson (BMK Aura) Agneta Bengtsson (BMK Aura)                  | Torbjörn Pettersson (BMK Aura) Agneta Bengtsson (BMK Aura)       |
| 1976   | Allan Petersén (Åby BMK)                | Carina Andersson (BMK Aura)       | Olov Brunned (IFK Lidingö) Jonas Törnblom (IFK Lidingö)                          | Ann-Sofi Bergman (Västra Frölunda BMK) Susanne Bjäredahl (Partille)      | Allan Petersén (Åby BMK) Susanne Bjäredahl (Partille)            |
| 1977   | Lars Gustafsson (Kinnekulle)            | Lena Axelsson (IFK Lidingö)       | Thomas Brandt (Spårvägen) Peter Isaksson (Spårvägen)                             | Ann-Sofi Bergman (Västra Frölunda BMK) Lena Åhsman (Västra Frölunda BMK) | Klas-Gunnar Jönsson Ann-Sofi Bergman (Västra Frölunda BMK)       |
| 1978   | Jan-Eric Antonson (BK Carlskrona)       | Lena Axelsson (IFK Lidingö)       | Fredrik Eriksson (Kinnekulle) Per Simonsson (Mörrum BK)                          | Lena Axelsson (IFK Lidingö) Karin Frenker (IFK Lidingö)                  | Peter Isaksson (Spårvägen) Lena Axelsson (Spårvägen)             |
| 1979   | Manfred Mellqvist (Västra Frölunda BMK) | Maria Bengtsson (BMK Smash)       | Pär-Gunnar Jönsson (Västra Frölunda BMK) Manfred Mellqvist (Västra Frölunda BMK) | Sanna Müller (Karlstad BMS) Irene Nilsson (Landvetter BMK)               | Ulf Persson (BMK Smash) Maria Bengtsson (BMK Smash)              |
| 1980   | Jonas Herrgårdh (Landvetter BMK)        | Christine Magnusson (Täby IS)     | Thomas Bengtsson (BK Smash) Ulf Persson (BK Smash)                               | Maria Bengtsson (BMK Smash) Christine Magnusson (Täby BMF)               | Ulf Persson (BMK Smash) Maria Bengtsson (BMK Smash)              |
| 1981   | Stellan Österberg (Landvetter BMK)      | Christine Magnusson (Täby IS)     | Stellan Österberg (Landvetter BMK) Mikael Nedrén (Landvetter BMK)                | Christine Magnusson (Täby IS) Jeanette Kuhl (Täby IS)                    | Stellan Österberg (Landvetter BMK) Jeanette Kuhl (Täby BMF)      |
| 1982   | Rikard Rönnblom (Uppsala KFUM)          | Charlotta Wihlborg (Bjärred)      | Peter Axelsson (Täby BMF) Stefan Axelsson (Täby BMF)                             | Christina Idvardsson (Bergsåkers BMK) Åsa Strindlund (Bergsåkers BMK)    | Reine Andersson (Kungshamn) Liselotte Åhlström (Landvetter BMK)  |
| 1983   | Peter Axelsson (Täby BMF)               | Charlotta Wihlborg (Bjärred)      | Peter Axelsson (Täby BMF) Mikael Lundqvist (BMK Aura)                            | Eva-Lotta Gröndahl (Höllvikens BMK) Charlotta Wihlborg (Bjärred)         | Mikael Lundqvist (BMK Aura) Charlotta Wihlborg (Bjärred)         |
| 1984   | Jörgen Tuvesson (Sollentuna BK)         | Emma Edbom (Bergsåker BMK)        | Magnus Böröy (Kinnekulle) Jörgen Tuvesson (Sollentuna BK)                        | Anette Andersson (Askim RK) Emma Edbom (Bergsåkers BMK)                  | Jörgen Tuvesson (Sollentuna BK) Camilla Källstrand (Vallhamra)   |
| 1985   | Håkan Tillberg (Täby BMF)               | Emma Edbom (Bergsåker BMK)        | Jonas Eriksson (Tranås BK) Jens Jording (Tranås BK)                              | Catrine Bengtsson (Göteborgs BK) Margit Borg (MAIF)                      | Martin Lagerström (Komet) Catrine Bengtsson (Göteborgs BK)       |
| 1986   | Jesper Olsson (Valbo-Dalen)             | Catrine Bengtsson (Göteborgs BK)  | Tobias Andersson (Valbodalen) Peter Hansson (Varberg)                            | Catrine Bengtsson (Göteborgs BK) Kina Lundstedt (MAIF)                   | Jens Jording (BMK Minton) Catrine Bengtsson (Göteborgs BK)       |
| 1987   | Peter Hansson (Varbergs BMK)            | Astrid Lundqvist (Täby BMF)       | Rikard Gruvberg (Bergsåkers BMK) Fredrik Holmkvist (Täby BMF)                    | Astrid Lundqvist (Täby BMF) Veronica Sandberg (BMK Aura)                 | Rikard Gruvberg (Bergsåkers BMK) Jeanette Ryrman (Kungs)         |
| 1988   | Henrik Malmstedt (Höllvikens BMK)       | Jeanette Ryrman (BMK Kungs)       | Henrik Malmstedt (Höllvikens BMK) Theodor Smedius (Västra Frölunda BMK)          | Jeanette Ryrman (Kungs) Helle Sönderby (Wätterstad)                      | Henrik Malmstedt (Höllvikens BMK) Helle Sönderby (Wätterstad)    |
| 1989   | Henrik Bengtsson (Askim RK)             | Lotta Andersson (Mariestads AIF)  | Peter Harlow (BMK Aura) Per Stolt (Bergsåkers BMK)                               | Karolina Ericsson (BMK Aura) Anna Sylvander (BMK Aura)                   | Peter Hartlow (BMK Aura) Sylvia Möller (BMK Aura)                |
| 1990   | Patric Velcic (Vallhamra)               | Ulrika Svensson (BMK Racket)      | Henrik Bengtsson (Askim RK) Claes Uddemar (Wätterstad)                           | Åsa Carlsson (Västerås) Ulrik Persson (MBK)                              | Claes Uddemar (Wätterstad) Anna Sylvander (Tranås BK)            |
| 1991   | Rasmus Wengberg (LUGI)                  | Kristin Nilsson (Tranås BMK)      | David Eriksson (Västra Frölunda BMK) Johan Tholinsson (Kungs)                    | Johanna Holgersson (Askim BC) Kristin Nilsson (Tranås BK)                | Anders Hörnlund (IFK Umeå) Gabriella Mikaelsson (Bergsåkers BMK) |
| 1992   | Henrik Andersson (Falan)                | Kristin Nilsson (Tranås BMK)      | Martin Ek (BMK Aura) Thomas Strand (BMK Aura)                                    | Johanna Holgersson (Askim BC) Kristin Nilsson (Tranås BK)                | Peter Jensen (BMK Aura) Kristin Nilsson (Tranås BK)              |
| 1993   | Kim Johansson (Malmö BK)                | Anna Lundin (Västra Frölunda BMK) | Peter Lind (Råda BMK) David Svensson (Råda BMK)                                  | Sunniva Aminoff (Askim RK) Anna Lundin (Västra Frölunda BMK)             | Peter Lind (Råda) Anna Lundin (Västra Frölunda BMK)              |
| 1994   | Patrik Isaksson (LUGI)                  | Katja Wengberg (LUGI)             | Johan Holm (Askim BC) Patrik Isaksson (LUGI)                                     | Johanna Persson (Täby BMF) Katja Wengberg (LUGI)                         | Marcus Jansson (Eskilstuna BMK) Katja Wengberg (LUGI)            |
| 1995   | Patrik Isaksson (LUGI)                  | Åsa Karlsson (BMK Kvasten)        | Johan Holm (Askim BC) Patrik Isaksson (LUGI)                                     | Johanna Persson (Täby BMF) Marie Drotz (Askim RK)                        | Andreas Berglund (Borås BK) Johanna Persson (Täby BMF)           |
| 1996   | Peter Eriksson (Västra Frölunda BMK)    | Åsa Karlsson (BMK Kvasten)        | Daniel Glaser (Täby BMF) Magnus Åkesson (Täby BMF)                               | Sandra Tholinsson (Kungs) Pernilla Pariola (BMK Aura)                    | Nathan Jakubovic (Göteborgs BK) Frida Andreasson (Göteborgs BK)  |
| 1997   | Peter Eriksson (Västra Frölunda BMK)    | Linnéa Johansson (IFK Umeå)       | Peter Eriksson (Västra Frölunda BMK) Nicklas Sahlberg (Kärra)                    | Sara Persson (Täby BMF) Sandra Tholinsson (Askim RK)                     | Martin Johansson (Wätterstad) Sara Persson (Täby BMF)            |
| 1998   | Gustav Ihrlund (Hofors BMK)             | Elin Bergblom (Täby BMF)          | Gustav Ihrlund (Hofors BMK) Daniel Glaser (Täby BMF)                             | Elin Bergblom (Täby BMF) Camilla Sandh (Täby BMF)                        | Martin Johansson (Wätterstad) Jenny Kruseborn (Skogås BK)        |
| 1999   | Gustav Ihrlund (Uppsala KFUM)           | Elin Bergblom (Täby BMF)          | Gustav Ihrlund (Uppsala KFUM) Dennis von Dahn (Mörrum BK)                        | Elin Bergblom (Täby BMF) Camilla Sandh (Täby BMF)                        | Gustav Krantz (Komet) Lisa Ekström (Wätterstad)                  |
| 2000   | Dennis von Dahn (Mörrum BK)             | Sarah Alfredsson (Mörrum BMK)     | Johan Järpell (BMK Aura) Emil Jonholm (BMK Aura)                                 | Lina Alfredsson (Mörrum BK) Sarah Alfredsson (Mörrum BK)                 | Dennis von Dahn (Mörrum BK) Lina Alfredsson (Mörrum BK)          |
| 2001   | Magnus Sahlberg (Kärra)                 | Sophia Hansson (Vårvinden BMK)    | Johan Järpell (BMK Aura) Emil Jonholm (BMK Aura)                                 | Sophia Hansson (Vårvinden) Helene Nystedt (BMK Aura)                     | Magnus Sahlberg (Kärra) Sophia Hansson (Vårvinden)               |
| 2002   | Sebastian Holgersson (Askim BC)         | Sophia Hansson (Vårvinden BMK)    | Sebastian Holgersson (Askim RK) M. Bäckström (IFK Umeå)                          | Jessica Gustafsson (Mörrum BK) Sophia Hansson (Vårvinden)                | Sebastian Holgersson (Vårvinden) Sophia Hansson (Vårvinden)      |
| 2003   | Henri Hurskainen (Emmaboda)             | Sara Johnson (Täby BMF)           | Joakim Karlsson (BMK Aura) Martin Renwert (BMK Aura)                             | Cecilia Bjunér (Kista BKC) Emelie Lennartsson (Kista BKC)                | Henri Hurskainen (Emmaboda) Johanna Karttunen (Askim RK)         |
| 2004   | Tim Foo (Uppsala KFUM)                  | Emma Wengberg (BMK Aura)          | Richard Eidestedt (Uppsala KFUM) Tim Foo (Uppsala KFUM)                          | Nicole Clern (Oxie) Sara Persson (BMK Aura)                              | Richard Eidestedt (Uppsala KFUM) Emma Wengberg (BMK Aura)        |
| 2005   | Gabriel Ulldahl (Västra Frölunda BMK)   | Jessica Carlsson (Växjö BMK)      | Gabriel Ulldahl (Västra Frölunda BMK) Joel Johansson-Berg (Uppsala KFUM)         | Louise Hedberg (BMK Wätterstad) Mathilda Lantz (BMK Wätterstad)          | Jim Esp (Valbodalen) Amanda Högström (IFK Umeå)                  |
| 2006   | Henrik Fahlström (BMK Wätterstad)       | Amanda Högström (IFK Umeå)        | Jim Esp (Helsingborg) Henrik Fahlström (Wätterstad)                              | Jessica Carlsson (Växjö) Amanda Högström (IFK Umeå)                      | Henrik Fahlström (BMK Wätterstad) Olivia Flink (BMK Wätterstad)  |
| 2007   | Oscar Kruse (Askim BC)                  | Sara Theodorsson (Sävsjö BC)      | Joel Johansson-Berg (Uppsala KFUM) Alexander Lundberg (Wätterstad)               | Ellinor Widh (BMK Aura) Karolina Kotte (Täby BMF)                        | Hugo Pettersson (BMK Carlton) Sara Theodorsson (Sävsjö)          |
| 2008   | Jonathan Ström (Malmö BK)               | Matilda Petersén (BMK Aura)       | Mathias Borg (Mariestad) Patrik Lundqvist (Malmö)                                | Louise Eriksson (Mariestad) Sanna Theodorsson (Sävsjö)                   | Patrik Lundqvist (Malmö) Sanna Theodorsson (Sävsjö)              |
| 2009   | Mikael Westerbäck (Trollhättan)         | Sanna Theodorsson (Sävsjö BC)     | Jonathan Ström (BMK Aura) Adam Jeansson (Uppsala KFUM)                           | Sanna Theodorsson (Sävsjö) Jenny Wan (Skogås BK)                         | Mikael Westerbäck (Trollhättan) Berfin Aslan (Kista)             |
| 2010   | Jacob Nilsson (BK Bollen)               | Clara Nistad (Kista BMK)          | Filip Myhrén (BMK Aura) Fredrik Sologub (Västra Frölunda BMK)                    | Hanna Ekhamre (Skogås BK) Ida Kjelledal (Skogås BK)                      | Filip Myhrén (BMK Aura) Cecilia Hedberg (Wätterstad)             |
| 2011   | Daniel Ojaäär (Täby BMF)                | Clara Nistad (Skogås BK)          | Jonathan Forsberg (Uppsala) Daniel Ojaäär (Täby BMF)                             | Evelyn Johansson (Skogås BK) Clara Nistad (Skogås BK)                    | Felix Burestedt (Halmstad) Frida Lundström (Västra Frölunda BMK) |
| 2012   | Felix Burestedt (Halmstad)              | Elin Svensson (Askim RK)          | Emil Welinder (Askim RK) Felix Burestedt (Halmstad)                              | Julia Ahlstrand (Uppsala) Clara Nistad (Skogås BK)                       | Emil Welinder (Askim RK) Julia Ahlstrand (Uppsala)               |
| 2013   | Andu Tsai (Kista)                       | Elin Svensson (Askim RK)          | Alex Loung (BMK Aura) Thai To (BMK Aura)                                         | Clara Nistad (Täby BMF) Elin Svensson (Askim RK)                         | Alex Loung (BMK Aura) Ebba Strid (Bergsåkers BMK)                |
| 2014   | Morgan Lidman (Skogås BK)               | Elin Svensson (Askim RK)          | Jonatan Dreifeldt (Västra Frölunda BMK) Karl Murgård (Västra Frölunda BMK)       | Moa Sjöö (Uppsala) Ebba Strid (Bergsåkers BMK)                           | Morgan Lidman (Skogås BK) Ebba Strid (Bergsåkers BMK)            |
| 2015   | Viktor Aglinder                         | Johanna Magnusson                 | Viktor Aglinder Carl Harrbacka                                                   | Emma Karlsson Johanna Magnusson                                          | Daniel Gholiof Denise Shen                                       |
| 2016   | Oskar Svensson                          | Malena Norrman                    | Adam Gozzi Carl Harrbacka                                                        | Amanda Lagehäll Tilda Sjöö                                               | Carl Harrbacka Tilda Sjöö                                        |
| 2017   | Johan Azelius                           | Ashwati Pillai                    | Johan Azelius Melker Bexell                                                      | Tilda Sjöö Olivia Wänglund                                               | Melker Bexell Tilda Sjöö                                         |
| 2018   | Gustav Björkler                         | Cecilia Wang                      | Jakob Ekman Joel Hansson                                                         | Thyra Hultman Cecilia Wang                                               | Jakob Ekman Cecilia Wang                                         |
| 2019   | Filip Karlborg                          | Edith Urell                       | Filip Karlborg Axel Roberts                                                      | Edith Urell Jessica Silvennoinen                                         | Filip Karlborg Edith Urell                                       |
| 2020   | nicht ausgetragen                       | nicht ausgetragen                 | nicht ausgetragen                                                                | nicht ausgetragen                                                        | nicht ausgetragen                                                |
| 2021   | Kim Linell                              | Elin Öhling                       | Elliot Grahn Edvard Hylander                                                     | Elin Öhling Elin Ryberg                                                  | Mio Molin Alice Molin                                            |
| 2022   | Romeo Makboul                           | Elin Öhling                       | Romeo Makboul Mio Molin                                                          | Amanda Magnusson Elin Ryberg                                             | Mio Molin Alice Molin                                            |
| 2023   | Filip Swahn                             | Matilda Ståhle                    | Filip Swahn Bertil Jarl                                                          | Matilda Ståhle Sofia Strömvall                                           | Felix Lindeblad Estrid Björkler                                  |
| 2024   | Adam Medin                              | Greta Ribokas                     | Sigge Askeroth William Fjällby                                                   | Matilda Ståhle Minna Hallberg                                            | Anton Nilsson Matilda Ståhle                                     |

## Die Titelträger U15 (U14)
| Saison | Herreneinzel                              | Dameneinzel                         | Herrendoppel                                                           | Damendoppel                                                            | Mixed                                                                        |
| ------ | ----------------------------------------- | ----------------------------------- | ---------------------------------------------------------------------- | ---------------------------------------------------------------------- | ---------------------------------------------------------------------------- |
| 1975   | Klas-Gunnar Jönsson (Västra Frölunda BMK) | Lena Axelsson (IFK Lidingö)         | Lars Gustavsson (Kinnekulle) Klas-Gunnar Jönsson (Västra Frölunda BMK) | Anette Attewall (Boo KFUM) Lena Axelsson (IFK Lidingö)                 | Jan-Eric Antonsson (BK Carlskrona) Anita Hill (Badminton) (BK Carlskrona)    |
| 1976   | Jan-Eric Antonsson (BK Carlskrona)        | Lena Axelsson (IFK Lidingö)         | Thomas Brandt (Spårvägen) Peter Isaksson (Spårvägen)                   | Katarina Hysén (Västra Frölunda BMK) Lena Åhsman (Västra Frölunda BMK) | Peter Isaksson (Spårvägen) Lena Axelsson (IFK Lidingö)                       |
| 1977   | Torbjörn Persson (Älmhult)                | Sanna Müller (Karlstads BMS)        | Fredrik Eriksson (Kinnekulle BMK) Sture Johansson (Kinnekulle BMK)     | Katarina Hysén (Västra Frölunda BMK) Sanna Müller (Karlstad)           | Manfred Mellqvist (Västra Frölunda BMK) Katarina Hysén (Västra Frölunda BMK) |
| 1978   | Jonas Herrgårdh (Landvetter BMK)          | Maria Bengtsson (BMK Smash)         | Thomas Bengtsson (Lödde) Ulf Persson (BMK Smash)                       | Jeanette Kuhl (Täby IS) Christine Magnusson (Täby IS)                  | Ulf Persson (BK Smash) Maria Bengtsson (BK Smash)                            |
| 1979   | Mikael Nedrén (Landvetter BMK)            | Jeanette Kuhl (Täby IS)             | Mikael Nedrén (Landvetter BMK) Stellan Österberg (Landvetter BMK)      | Jeanette Kuhl (Täby IS) Katarina Skole (Täby IS)                       | Mikael Erliksson (Täby IS) Jeanette Kuhl (Täby IS)                           |
| 1980   | Reine Andersson (Kungshamn)               | Liselotte Åhlström (Landvetter BMK) | Reine Andersson (Kungshamn) Sören Norell (Tranan)                      | Anneli Persson (MAIF) Liselotte Åhlström (Landvetter BMK)              | Reine Andersson (Kungshamn) Liselotte Åhlström (Landvetter BMK)              |
| 1981   | Peter Axelsson (Täby IS)                  | Charlotta Wihlberg (Bjärred)        | Anders Hellgren (Friska Viljor) Karl-Åke Karlsson (Valbodalen)         | Eva-Lotta Gröndahl (Höllvikens BMK) Charlotta Wihlborg (Bjärred)       | Robert Larsson (Malmö BK) Charlotta Wihlborg (Bjärred)                       |
| 1982   | Magnus Böröy (Kinnekulle BMK)             | Emma Edbom (Bergsåkers BMK)         | Lars Jennfors (Enighet) Jörgen Sjödahl (Höllvikens BMK)                | Catrine Bengtsson (Göteborgs BK) Margit Borg (MAIF)                    | Jörgen Sjödahl (Höllvikens BMK) Cecilia Stockum (BMK Aura)                   |
| 1983   | Håkan Tillberg (Täby BMF)                 | Emma Edbom (Bergsåkers BMK)         | Pierre Strömvall (Täby BMF) Håkan illberg (Täby BMF)                   | Anette Andersson (Askim RK) Emma Edbom (Bergsåkers BMK)                | Håkan Tillberg (Täby BMF) Catrin Andersson (Täby BMF)                        |
| 1984   | Jens Jording (BMK Minton)                 | Catrine Bengtsson (Göteborgs BK)    | Ronny Dahl (BMK Aura) Jimmy Rosqvist (BMK Aura)                        | Jenny Lindell (Svedala) Veronica Sandberg (BMK Aura)                   | Jonas Steffensson (Askim RK) Catrine Bengtsson (Göteborgs BK)                |
| 1985   | Rikard Magnusson (Ljungby)                | Astrid Lundqvist (Täby BMF)         | Tobias Andersson (Valbodalen) Peter Hansson (Varberg)                  | Jessica Reinholdsson (Borås BK) Jeanette Ryrman (Kungs)                | Tobias Andersson (Valbodalen) Jessica Reinholdsson (Borås BK)                |
| 1986   | Henrik Malmstedt (Höllvikens BMK)         | Jeanette Ryrman (BMK Kungs)         | Theodor Smedius (Västra Frölunda BMK) Ulf Svensson (Sollentuna BK)     | Karolina Ericsson (Tranås BK) Jeanette Ryrman (Kungs)                  | Magnus Sievnert (MBK) Cecilia Karlsson (Staffanstorp)                        |
| 1987   | Henrik Bengtsson (Askim RK)               | Karolina Ericsson (Tranås BMK)      | Tobias Sjölund (Matfors) Per Stolt (Bergsåkers BMK)                    | Susanna Hjälmroth (Täby BMF) Karin Jacobson (Returen)                  | Niklas Tholinsson (BMK Kungs) Karolina Ericsson (Tranås BMK)                 |
| 1988   | Claes Uddemar (Wätterstad)                | Ulrika Svensson (BMK Racket)        | Anders Malmgren (Askim RK) Claes Uddemar (Wätterstad)                  | Ulrika Persson (MBK) Ulrika Svensson (BMK Racket)                      | Claes Uddemar (Wätterstad) Anna Sylvander (Tranås BMK)                       |
| 1989   | Johan Tholinsson (BMK Kungs)              | Kristin Nilsson (Tranås BMK)        | Daniel Eriksson (Västra Frölunda BMK) Johan Tholinsson (Kungs)         | Jenny Larsson (Motala) Kristin Nilsson (Tranås BK)                     | Daniel Eriksson (Västra Frölunda BMK) Erika Olsson (Tjörn)                   |
| 1990   | Martin Ek (BMK Aura)                      | Kristin Nilsson (Tranås BMK)        | Martin Ek (BMK Aura) Tomas Strand (BMK Aura)                           | Johanna Holgersson (Askim RK) Kristin Nilsson (Tranås BK)              | Markus Gabrielsson (Skillingaryd) Kristin Nilsson (Tranås BMK)               |
| 1991   | Björn Logius (Wätterstad)                 | Anna Lundin (Västra Frölunda BMK)   | Henrik Andersson (Hjo) Björn Logius (Wätterstad)                       | Sunniva Aminoff (Askim RK) Anna Lundin (Västra Frölunda BMK)           | Henrik Andersson (Hjo) Sunniva Aminoff (Askim RK)                            |
| 1992   | Pär Andreasson (Valbodalen)               | Caroline Eriksson (Bergsåkers BMK)  | Pär Andreasson (Valbodalen) P.-H. Skeppstedt (Valbodalen)              | Emma Gustafsson (IFK Umeå) Anna Ullsten (IFK Umeå)                     | Patrik Isaksson (LUGI) Katja Wengberg (LUGI)                                 |
| 1993   | Johan Holm (Askim BC)                     | Johanna Persson (Täby BMF)          | Johan Holm (Askim RK) Patrik Isaksson (LUGI)                           | Johanna Persson (Täby BMF) Cecilia du Rietz (Täby BMF)                 | Peter Eriksson (Västra Frölunda BMK) Johanna Persson (Täby BMF)              |
| 1994   | Peter Eriksson (Västra Frölunda BMK)      | Sandra Tholinsson (BMK Kungs)       | Magnus Carlsson (Helsingborg) Peter Eriksson (Västra Frölunda BMK)     | Pernilla Pariola (LUGI) Sandra Tholinsson (BMK Kungs)                  | Daniel Glaser (Täby BMF) Sara Persson (Täby BMF)                             |
| 1995   | Niklas Sahlberg (Kärra)                   | Sara Persson (Täby BMF)             | Gustaf Ihrlund (Hofors BMK) Magnus Åkesson (Skogås BK)                 | Elin Bergblom (Täby BMF) Sara Persson (Täby BMF)                       | Gustav Ihrlund (Hofors BMK) Elin Bergblom (Täby BMF)                         |
| 1996   | Gustav Ihrlund (Hofors BMK)               | Elin Bergblom (Täby BMF)            | Kristoffer Rahr (LUGI) Gustaf Ihrlund (Hofors BMK)                     | Elin Bergblom (Täby BMF) Camilla Sandh (Täby BMF)                      | Gustav Ihrlund (Hofors BMK) Elin Bergblom (Täby BMF)                         |
| 1997   | Gustav Ihrlund (Hofors BMK)               | Elin Bergblom (Täby BMF)            | Gustaf Ihrlund (Hofors BMK) Patrik Gustafsson (Täby BMF)               | Elin Bergblom (Täby BMF) Camilla Sandh (Täby BMF)                      | Gustav Ihrlund (Hofors BMK) Elin Bergblom (Täby BMF)                         |
| 1998   | Dennis von Dahn (Mörrum BK)               | Sofia Hansson (Vårvinden)           | Dennis von Dahn (Mörrum BK) Alexander Clern (Oxie)                     | Lina Alfredsson (Mörrum BK) Sara Alfredsson (Mörrum BK)                | Dennis von Dahn (Mörrum BK) Lina Alfredsson (Mörrum BK)                      |
| 1999   | Hugi Heimirsson (Täby BMF)                | Helene Nystedt (BMK Aura)           | Emil Jonholm (BMK Aura) Johan Järpell (BMK Aura)                       | Sophia Hansson (Vårvinden) Helene Nystedt (BMK Aura)                   | Magnus Sahlberg (Kärra) Sophia Hansson (Vårvinden)                           |
| 2000   | Sebastian Holgersson (Askim BC)           | Helene Nystedt (BMK Aura)           | Sebastian Holgersson (Askim BC) M. Bäckström (IFK Umeå)                | Sophia Hansson (Vårvinden) Helene Nystedt (BMK Aura)                   | Sebastian Holgersson (Askim RK) Sophia Hansson (Vårvinden)                   |
| 2001   | Martin Jurlander (BMK Aura)               | Emelie Lennartsson (BK Carlskrona)  | Joakim Karlsson (LUGI) Oscar Simonsson (Mörrum BK)                     | Emlie Lennartsson (BK Carlskrona) Cecilia Bjunér (Kista)               | Martin Jurlander (BMK Aura) Sara Johnson (Täby BMF)                          |
| 2002   | Tim Foo (Örebro)                          | Emma Wengberg (BMK Aura)            | Tim Foo (Örebro) Rikard Eidestedt (Uppsala KFUM)                       | Emma Wengberg (BMK Aura) Sara Persson (BMK Aura)                       | Max Samuelsson (BK Torp) Nicole Clern (Oxie)                                 |
| 2003   | Gabriel Ulldahl (Vänersborg)              | Olivia Flink (Wätterstad)           | Jacob Engström (Wätterstad) Eric Fransson (BK Carlskrona)              | Mathilda Lantz (Wätterstad) Louise Hedberg (Wätterstad)                | Gabriel Ulldahl (Vänersborg) Natalie Eriksson (Vänersborg)                   |
| 2004   | Henrik Fahlström (Wätterstad)             | Jessica Carlsson (Växjö)            | Borgar Heimirsson (Täby BMF) Nico Ruponen (Täby BMF)                   | Amanda Högström (Wätterstad) Jessica Carlsson (Växjö)                  | Henrik Fahlström (Wätterstad) Jessica Carlsson (Växjö)                       |
| 2005   | Oscar Kruse (Askim BC)                    | Ellinor Widh (Malmö BK)             | Daniel Björck (Kärra) Oscar Kruse (Askim RK)                           | Sara Theodorsson (Sävsjö) Madeleine Persson (Helsingborg)              | Alexander Nistad (Kista BMK) Karolina Kotte (Täby BMF)                       |
| 2006   | Jonathan Ström (BMK Aura)                 | Therese Angarth (Täby BMF)          | David Häger (Vänersborg) Patrik Lundqvist (MBK)                        | Therese Angarth (Täby BMF) Sanna Theodorsson (Sävsjö)                  | Patrik Lundqvist (Malmö BK) Therese Angarth (Täby BMF)                       |
| 2007   | Jonathan Ström (BMK Aura)                 | Sanna Theodorsson (Sävsjö BC)       | Rickard Ojäär (Täby BMF) Adam Jeansson (Järnvägen)                     | Berfin Aslan (Kista) Lisa Sjöström (IFK Umeå)                          | Adam Jeansson (Järnvägen) Agnes Fahlström (Wätterstad)                       |
| 2008   | Robin Zainuddin (Kista BMK)               | Hanna Ekhamre (Skogås BK)           | Filip Myhrén (Tjust) Fredrik Sologub (Västra Frölunda BMK)             | Evelyn Johansson (Skogås BK) Matilda Nygren-Strandberg (Växjö)         | Filip Myhrén (Tjust) Cecilia Hedberg (Wätterstad)                            |
| 2009   | Jacob Nilsson (BK Bollen)                 | Matilda Nygren-Strandberg (Växjö)   | Jonathan Forsberg (Umeå Rackets) Jacob Nilsson (BK Bollen)             | Emelie Carlsen (Askim RK) Hanna Westerbäck (Trollhättan)               | Jonathan Forsberg (Umeå Rackets) Melinda Andersson (Bergsåkers BMK)          |
| 2010   | Hampus Dreifaldt (Västra Frölunda BMK)    | Julia Ahlstrand (Uppsala KFUM)      | Emil Welinder (Askim RK) Hampus Dreifeldt (Västra Frölunda BMK)        | Caroline Gate (Visby) Clara Nistad (Kista)                             | Daniel Ojaäär (Täby BMF) Clara Nistad (Kista)                                |
| 2011   | Morgan Lidman (Skogås BK)                 | Clara Nistad (Skogås BK)            | Alex Loung (BMK Aura) Thai To (BMK Aura)                               | Clara Nistad (Skogås BK) Klara Johansson (IFK Umeå)                    | Andy Tsai (Kista) Caroline Gate (Visby)                                      |
| 2012   | Morgan Lidman (Skogås BK)                 | Elin Svensson (Askim RK)            | Viktor Aglinder (Täby BMF) Morgan Lidman (Skogås BK)                   | Moa Sjöö (Uppsala KFUM) Ebba Strid (Bergsåkers BMK)                    | Morgan Lidman (Skogås BK) Ebba Strid (Bergsåkers BMK)                        |
| 2013   | Viktor Aglinder (Täby BMF)                | Emma Karlsson (Älmhult)             | Viktor Aglinder (Täby BMF) Daniel Gholiof (Sandviken)                  | Emma Karlsson (Älmhult) Johanna Magnusson (BMK Aura)                   | Jacob Lundskog (Askim RK) Emma Karlsson (Älmhult)                            |
| 2014   | Carl Harrbacka (Skogås BK)                | Ashwathi Pillai (Täby BMF)          | Andreas Bruhn (Skogås BK) Carl Harrbacka (Skogås BK)                   | Amanda Lagehäll (Skogås BK) Maria Persson (Täby BMF)                   | Adam Gozzi (Uppsala KFUM) Tilda Sjöö (Uppsala KFUM)                          |
| 2015   | Colin Hammarberg                          | Ashwati Pillai                      | Johan Azelius Melker Bexell                                            | Tilda Sjöö Olivia Wänglund                                             | Melker Bexell Tilda Sjöö                                                     |
| 2016   | Joel Hansson                              | Isabelle Grafsund                   | Gustav Björkler Tom Söderström                                         | Alice Lindhè Emmy Robertsson                                           | Gustav Björkler Alice Lindhè                                                 |
| 2017   | Gustav Björkler                           | Thyra Hultman                       | Gustav Björkler Tom Söderström                                         | Ida Melkerhed Jessica Silvennoinen                                     | Gustav Björkler Edith Urell                                                  |
| 2018   | Simon Sandin                              | Edith Urell                         | Alvin Breitholtz Emil Söderdahl                                        | Jessica Silvennoinen Edith Urell                                       | Ludwig Axelsson Jessica Silvennoinen                                         |
| 2019   | Kim Linell                                | Sofia Reidy                         | Adam Elmfeldt Eric Ramstedt                                            | Marion Lawrence Elin Öhling                                            | Tom Roslin Elin Öhling                                                       |
| 2020   | nicht ausgetragen                         | nicht ausgetragen                   | nicht ausgetragen                                                      | nicht ausgetragen                                                      | nicht ausgetragen                                                            |
| 2021   | Romeo Makboul                             | Sofia Strömvall                     | Romeo Makboul Filip Swahn                                              | Ebba Holmström Sofia Strömvall                                         | Isak Erliksson Sofia Strömvall                                               |
| 2022   | nicht ausgetragen                         | nicht ausgetragen                   | nicht ausgetragen                                                      | nicht ausgetragen                                                      | nicht ausgetragen                                                            |
| 2023   | Erik Blomberg                             | Anvita Harakamani                   | Harry Vaihinger Timmy Nilsson                                          | Tuva Roslin Greta Ribokas                                              | William Fjällby Greta Ribokas                                                |
| 2024   | Ludvig Marmsten                           | Mette Jorlén                        | Victor Gunnlert Tobias Niemi Ström                                     | Mette Jorlén Aiwei Sun                                                 | Tobias Niemi Ström Aiwei Sun                                                 |

## Die Titelträger U13
| Saison | Herreneinzel                          | Dameneinzel                          | Herrendoppel                                                                | Damendoppel                                                                 | Mixed                                                                    |
| ------ | ------------------------------------- | ------------------------------------ | --------------------------------------------------------------------------- | --------------------------------------------------------------------------- | ------------------------------------------------------------------------ |
| 2004   | Mathias Borg (Mariestad)              | Therese Angarth (Täby BMF)           | Fredrik Johnson (Täby BMF) Anton Wieselblad (Uppsala)                       | Therese Angarth (Täby BMF) Sanna Theodorsson (Sävsjö)                       | Patrik Lundqvist (MBK) Therese Angarth (Täby BMF)                        |
| 2005   | Jonathan Ström (BMK Aura)             | Sanna Theodorsson (Sävsjö BC)        | Rickard Ojaäär (Täby BMF) Adam Jeansson (Järnvägen)                         | Therese Angarth (Täby BMF) Sanna Theodorsson (Sävsjö)                       | Jonathan Ström (BMK Aura) Berfin Aslan (Kista)                           |
| 2006   | Fredrik Sologub (Västra Frölunda BMK) | Cecilia Hedberg (BMK Wätterstad)     | Fredrik Sologub (Västra Frölunda BMK) Marcus Carlsson (Västra Frölunda BMK) | Isabel Gonzales (Uppsala Vintage) Bim Troell (Uppsala Vintage)              | Filip Myhrén (Tjust) Cecilia Hedberg (Wätterstad)                        |
| 2007   | Jacob Nilsson (BMK Bollen)            | Matilda Nygren-Strandberg (Växjö BK) | Jonathan Hugolf (Skogås BK) Erik Pettersson (Skogås BK)                     | Hanna Westerbäck (Trollhättan) Matilda Nygren-Strandberg (Växjö)            | Jacob Nilsson (BK Bollen) Matilda Nygren-Strandberg (Växjö)              |
| 2008   | Kenny Tran (BMK Aura)                 | Julia Ahlstrand (Uppsala KFUM BMK)   | Andreas Norell (Spårvägen) Daniel Ojaäär (Täby BMF)                         | Amanda Ottosson (Västra Frölunda BMK) Elsa Strandberg (Västra Frölunda BMK) | Daniel Ojaäär (Täby BMF) Amanda Ottosson (Västra Frölunda BMK)           |
| 2009   | Andy Tsai (Kista BMK)                 | Clara Nistad (Kista BMK)             | Andy Tsai (Kista) Oliver Hjälm (Spårvägen)                                  | Clara Nistad (Kista) Caroline Gate (Visby)                                  | Andy Tsai (Kista BMK) Clara Nistad (Kista BMK)                           |
| 2010   | Morgan Lidman (Skogås BK)             | Elin Svensson (Askim BC)             | Karl Murgård (Västra Frölunda BMK) Viktor Aglinder (Täby BMF)               | Ebba Strid (Bergsåkers BMK) Moa Sjöö (Uppsala KFUM)                         | Richard Kuhl (Täby BMF) Moa Sjöö (Uppsala KFUM)                          |
| 2011   | Viktor Aglinder (Täby BMF)            | Denise Shen (Västerås)               | Markus Gillesén (Askim RK) Jacob Lundskog (Askim RK)                        | Emma Karlsson (Älmhult) Johanna Magnusson (BMK Aura)                        | Viktor Aglinder (Täby BMF) Sara-Louise Wittström (Skogås BK)             |
| 2012   | Oskar Johansson (Ljungby)             | Maria Persson (Täby BMF)             | Carl Harrbacka (Skogås BK) Andreas Bruhn (Skogås BK)                        | Maria Persson (Täby BMF) Lydia Demetriades (Örebro)                         | Carl Harrbacka (Skogås BK) Maria Persson (Täby BMF)                      |
| 2013   | Oskar Svensson (Askim BC)             | Ashwathi Pillai (Täby BMF)           | Johan Azelius (Tellus) Hugo Söderberg (Tellus)                              | Tilda Sjöö (Uppsala) Olivia Wänglund (Bergsåkers BMK)                       | Oskar Svensson (Askim RK) Olivia Wänglund (Bergsåkers BMK)               |
| 2014   | Joel Hansson (Västra Frölunda BMK)    | Maria Sjödahl (Älmhult)              | Anton Lee (Askim RK) Björn Pekny (Askim RK)                                 | Mikaela Henning (Västra Frölunda BMK) Sofia Larsson (Kinnekulle)            | Joel Hansson (Västra Frölunda BMK) Mikaela Henning (Västra Frölunda BMK) |
| 2015   | Tom Söderström                        | Thyra Hultman                        | Gustav Björkler Tom Söderström                                              | Thyra Hultman Casandra Svens                                                | Albin Thorselius Cecilia Wang                                            |
| 2016   | Ludwig Axelsson                       | Edith Urell                          | Samuel Johansson Deepak Vinod                                               | Ida Melkerhed Jessica Silvennoinen                                          | Samuel Johansson Edith Urell                                             |
| 2017   | Eric Ramstedt                         | Sofia Reidy                          | Adam Elmfeldt Eric Ramstedt                                                 | Sofia Reidy Thea Roslin                                                     | André Irpola Diya Dhar                                                   |
| 2018   | Filip Swahn                           | Elin Öhling                          | Tom Roslin Daniel Ström                                                     | Elin Öhling Sofia Strömvall                                                 | Tom Roslin Elin Öhling                                                   |
| 2019   | Romeo Makboul                         | Sofia Strömvall                      | Romeo Makboul Filip Swahn                                                   | Ebba Holmström Sofia Strömvall                                              | Frans Tegenmark Ebba Holmström                                           |
| 2020   | nicht ausgetragen                     | nicht ausgetragen                    | nicht ausgetragen                                                           | nicht ausgetragen                                                           | nicht ausgetragen                                                        |
| 2021   | Adam Medin                            | Anvita Harakamani                    | Erik Blomberg Tobias Niemi Ström                                            | Anvita Harakamani Tuva Roslin                                               | Erik Blomberg Anvita Harakamani                                          |
| 2022   | Tobias Niemi Ström                    | Meja Jahani                          | Tobias Niemi Ström Victor Gunnlert                                          | Emma Ryberg Isabella Widberg                                                | Oscar Hyltner Hilde Sidfalk                                              |
| 2023   | Ludvig Marmsten                       | Xiaoyin Liang                        | David Emmanuel Cabahug Jeffrey Lakshmikanthan                               | Xiaoyin Liang Meja Jahani                                                   | Ludvig Marmsten Amelie Hagberg                                           |

## Die Titelträger der Riksmästerskap U12
| Saison | Herreneinzel                | Dameneinzel                   | Herrendoppel                                            | Damendoppel                                                       | Mixed                                                     |
| ------ | --------------------------- | ----------------------------- | ------------------------------------------------------- | ----------------------------------------------------------------- | --------------------------------------------------------- |
| 1978   | Sören Norell (Lingbo)       | Annelie Persson (Mariestad)   | Reine Andersson (Kungshamn) Mikael Dys (Landvetter BMK) | Elisabeth Ek (Landvetter BMK) Liselotte Åhlström (Landvetter BMK) | Reine Andersson (Kungshamn) Elisabeth Ek (Landvetter BMK) |
| 1979   | Mikael Lundqvist (BMK Aura) | Charlotta Wihlborg (GIF Nike) | Rickard Kruse (BMK Aura) Mikael Lundqvist (BMK Aura)    | Eva-Lotta Gröndahl (Höllvikens BMK) Charlotta Wihlborg (GIF Nike) | Robert Larsson (BMK Smash) Charlotta Wihlborg (GIF Nike)  |
| 1980   | Stefan Nilsson (Brålanda)   | Emma Edbom (Bergsåkers BMK)   | Peter Hansson (Svedala) Jörgen Sjödahl (Höllvikens BMK) | Pernilla Jöne (BMK Aura) Cecilia Stockum (BMK Aura)               | Peter Hansson (Svedala) Annika Nordqvist (BMK Aura)       |
| 1981   | Håkan Tillberg (Täby IS)    | Emma Edbom (Bergsåkers BMK)   | Pierre Strömvall (Täby IS) Håkan Tillberg (Täby IS)     | Anette Andersson (Askim RK) Catrine Bengtsson (Göteborgs BK)      | Jesper Olsson (Valbodalen) Emma Edbom (Bergsåkers BMK)    |

## Die Titelträger der 70-iaden
| Saison | Herreneinzel                              | Dameneinzel                     |
| ------ | ----------------------------------------- | ------------------------------- |
| 1972   | Håkan Fossto (BK Smash)                   | Ingrid Broberg (Spårvägen)      |
| 1973   | Kenneth Bengtsson (Pantern)               | Kerstin Ohlsson (Ljungby BMK)   |
| 1974   | Ulf Johansson (Kinnekulle BMK)            | Carina Andersson (BMK Aura)     |
| 1975   | Lars-Gunnar Jönsson (Västra Frölunda BMK) | Carina Andersson (BMK Aura)     |
| 1976   | Peter Isaksson (Spårvägen)                | Lena Axelsson (IFK Lidingö)     |
| 1977   | Ulf Persson (BK Smash)                    | Maria Bengtsson (BK Smash)      |
| 1978   | Stellan Österberg (Landvetter BMK)        | Maria Bengtsson (BK Smash)      |
| 1979   | Stellan Österberg (Landvetter BMK)        | Jeanette Kuhl (Täby IS)         |
| 1980   | Anders Hellgren (Friska Viljor)           | Anneli Persson (Mariestads AIF) |
| 1981   | Mikael Lundqvist (BMK Aura)               | Charlotta Wihlborg (Bjärred)    |
| 1982   | Magnus Böröy (Kinnekulle BMK)             | Isabella Kuhl (Täby BMF)        |
| 1983   | Håkan Tillberg (Täby BMF)                 | Annika Nordqvist (Svedala)      |
| 1984   | Peter Hansson (Varbergs BMK)              | Adriana Kuhl (Täby BMF)         |